# Martin-Luther-Kirche (Oker)

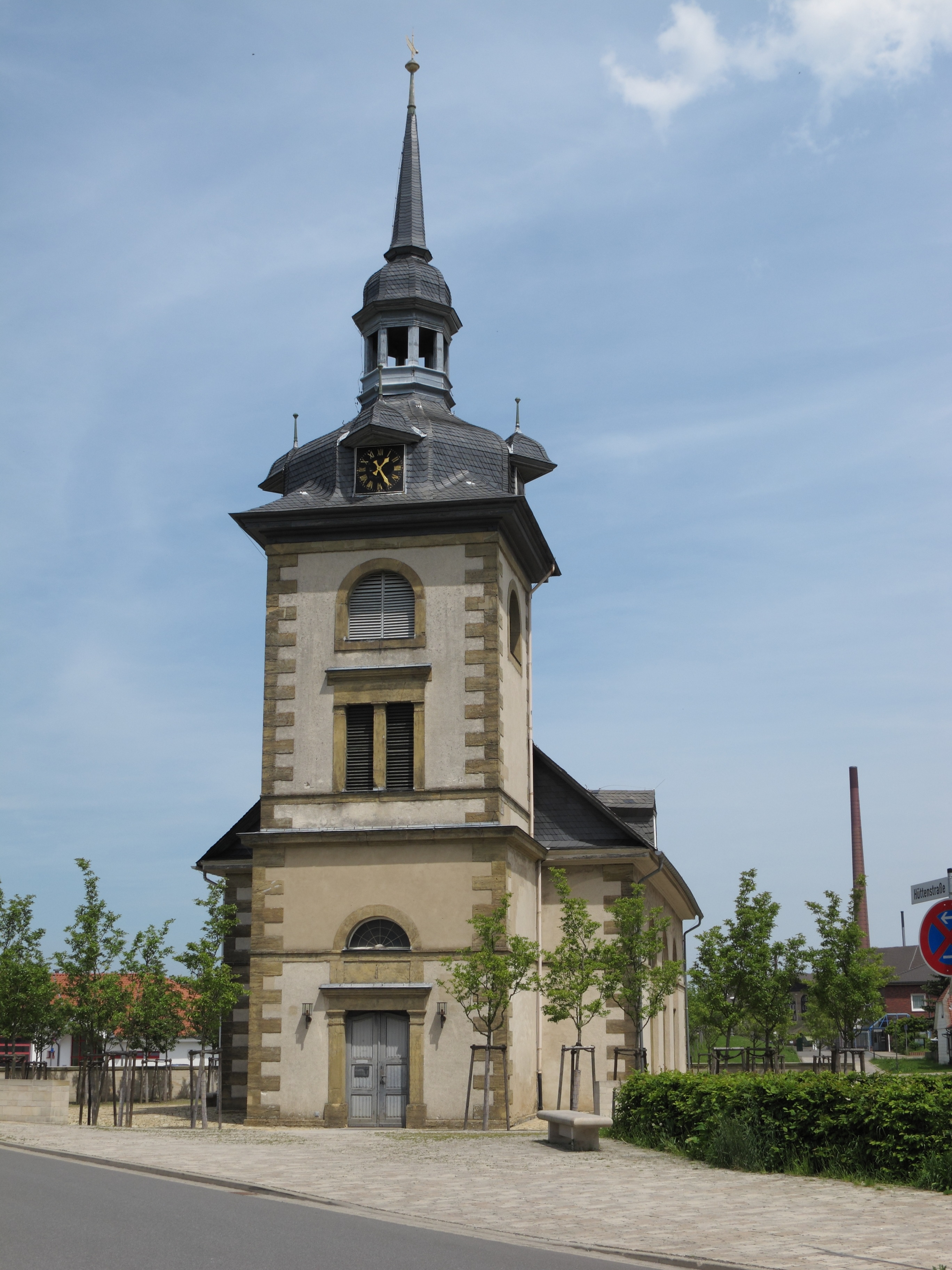
Martin-Luther-Kirche

Die Martin-Luther-Kirche ist eine evangelisch-lutherische Kirche im Stadtteil Oker der Stadt Goslar.

## Geschichte
Die Gemeinde in Oker war zunächst eine Filiale der Kirchengemeinde Harlingerode und wurde am 16. Oktober 1881 mit der Einführung des Pastors Carl Justus Wilhelm Breymann verselbständigt. Wegen des zunehmenden Wachstums wurde 1956 die St.-Paulus-Kirchengemeinde in Unteroker ausgegründet. 2005 erfolgte aus Kostengründen die Wiedervereinigung der beiden Pfarreien mit einer Pfarrerstelle.
Der Grundstein für den Kirchenbau, eine einschiffige Hallenkirche mit Doppelempore, wurde am 10. Mai 1823 gelegt. Der Kirchturm war 1830 fertiggestellt. Die Einweihung konnte aber erst 1836 vorgenommen werden. Die Orgel von 1841 mit ursprünglich 13 Stimmen ist ein Werk des Herzberger Orgelbauers Johann Andreas Engelhardt.
Nach dem Zweiten Weltkrieg fand eine grundlegende Renovierung statt. Bei der Wiedereinweihung durch Landesbischof Martin Erdmann erhielt die Kirche den Namen „Martin-Luther-Kirche“. Die heute denkmalgeschützte Orgel, deren Originalsubstanz von 1841 vollständig erhalten ist, wurde 1962 auf 18 Register und zwei Manuale erweitert und 1985 restauriert.

## Geläute
Die Kirche verfügte bis zum Ersten Weltkrieg über zwei Glocken, von denen die größere im Krieg für Rüstungszwecke eingeschmolzen wurde. Eine nach dem Krieg beschaffte Ersatzglocke wurde 1942 ebenfalls eingeschmolzen. Eine neue Glocke wurde 1955 angeschafft und seither mit einem elektrischen Läutewerk betrieben. 1965 wurde das Geläut durch eine dritte Bronzeglocke vervollständigt.